# فالون (نيفادا)
فالون (بالإنجليزية: Fallon)‏ هي مدينة في مقاطعة تشرشل في ولاية نيفادا الأمريكية. وبلغ عدد سكانها 8,606 نسمة حسب تعداد عام 2010.  فالون هي مقر مقاطعة تشرشل  وتقع في وادي لاهونتان.
تعتبر مدينة فالون ومقاطعة تشرشل في أغلبها مناطق زراعية. ورغم أن المنطقة قاحلة، فإن ما يقرب من 50,000 فدان (200 كيلومتر مربع) من المراعي تروى بالماء من منطقة تراكي - كارسون للري. والمحصول الرئيسي هو البرسيم الذي يزرع لعلف الماشية.
أكبر مصدر للعمل في فالون ومقاطعة تشرشل هو محطة فالون الجوية البحرية، وهي مطار تدريبي كان موطنا لمركز التدريب الجوي والبحري التابع للبحرية وقدمت فيه برنامج تدريبية مثل توبغان منذ عام 1996، حيث تم نقله من محطة ميرامار البحرية الجوية التي انتقلت ملكيتها إلى سلاح مشاة البحرية الأمريكية.
يتقاطع طريق الولايات المتحدة 50 (شرق-غرب) و 95 (شمال-جنوب) في فالون. وهي إحدى المدن على ما يسمى "أكثر طريق موحش في أمريكا"، حيث أن الامتداد من طريق الولايات المتحدة 50 والذي يعبر أغلب نيفادا يشتهر بانعزاله. يجب على المسافرين من الشرق من فالون القيادة 110 ميلا (180 كم) ليصلوا إلى المدينة التالية وهي أوستين.

## التركيبة السكانية
حدّد مكتب تعداد الولايات المتحدة بيانات التركيبة السكانية لفالون في تعداد الولايات المتحدة. في ما يلي، التركيبة السكانية حسب تعدادي 2000 و2010.

### تعداد عام 2000
بلغ عدد سكان فالون 7,536 نسمة بحسب تعداد عام 2000، وبلغ عدد الأسر 3,004 أسرة وعدد العائلات 1,876 عائلة مقيمة في المدينة. في حين سجلت الكثافة السكانية 790.8 نسمة لكل كيلومتر مربع (2,048.2/ميل2). وبلغ عدد الوحدات السكنية 3,336 وحدة بمتوسط كثافة قدره 350.1 لكل كيلومتر مربع (906.8/ميل2).
وتوزع التركيب العرقي للمدينة بنسبة 81.32% من البيض و2.04% من الأمريكيين الأفارقة و3.40% من الأمريكيين الأصليين و5% من الأمريكيين ذوي الأصول الآسيوية و0.37% من سكان جزر المحيط الهادئ و3.40% من الأعراق الأخرى و4.47% من عرقين مختلطين أو أكثر و9.89% من الهسبانيون أو اللاتينيون من أي عرق.
بلغ عدد الأسر 3,004 أسرة كانت نسبة 38.2% منها لديها أطفال تحت سن الثامنة عشر تعيش معهم، وبلغت نسبة الأزواج القاطنين مع بعضهم البعض 42.7% من أصل المجموع الكلي للأسر، ونسبة 15.3% من الأسر كان لديها معيلات من الإناث دون وجود شريك، بينما كانت نسبة 4.4% من الأسر لديها معيلون من الذكور دون وجود شريكة وكانت نسبة 37.5% من غير العائلات. تألفت نسبة 30.7% من أصل جميع الأسر من عدة أفراد يعيشون في نفس المنزل ونسبة 11.4% كانت تتألف من شخص يعيش بمفرده يبلغ من العمر 65 عاماً أو أكثر. وبلغ متوسط حجم الأسرة المعيشية 2.45، أما متوسط حجم العائلات فبلغ 3.06.
بلغ العمر الوسطي للسكان 32.3 عاماً. وكانت نسبة 28.4% من القاطنين تحت سن الثامنة عشر، وكانت نسبة 10% بين الثامنة عشر والرابعة والعشرين عاماً، ونسبة 29.4% كانت واقعةً في الفئة العمرية ما بين الخامسة والعشرين والرابعة والأربعين عاماً، ونسبة 19% كانت ما بين الخامسة والأربعين والرابعة والستين، ونسبة 10.9% كانت ضمن فئة الخامسة والستين عاماً فما فوق. يوجد لكل 100 أنثى 95.3 ذكر، ويوجد لكل 100 أنثى في الثامنة عشر من عمرها فما فوق 90.8 ذكر.
بلغ متوسط دخل الأسرة في المدينة 35,935 دولارًا، أما متوسط دخل العائلة فبلغ 41,433 دولارًا. وكان متوسط دخل الذكور 35,356 دولارًا مقابل 22,818 دولارًا للإناث. وسجل دخل الفرد الخاص بالمدينة 16,919 دولارًا. وكانت نسبة 9.5% من العائلات ونسبة 12.6% من السكان تحت خط الفقر، وكان من هؤلاء نسبة 15.6% تحت سن الثامنة عشر ونسبة 10.3% في الخامسة والستين من العمر وما فوق.

### تعداد عام 2010
بلغ عدد سكان فالون 8,606 نسمة بحسب تعداد عام 2010، وبلغ عدد الأسر 3,515 أسرة وعدد العائلات 2,110 عائلة مقيمة في المدينة. في حين سجلت الكثافة السكانية 903 نسمة لكل كيلومتر مربع (2,338.8/ميل2). وبلغ عدد الوحدات السكنية 3,979 وحدة بمتوسط كثافة قدره 417.5 لكل كيلومتر مربع (1,081.3/ميل2).
وتوزع التركيب العرقي للمدينة بنسبة 78.91% من البيض و2.79% من الأمريكيين الأفارقة و2.92% من الأمريكيين الأصليين و4.46% من الأمريكيين ذوي الأصول الآسيوية و0.20% من سكان جزر المحيط الهادئ و4.89% من الأعراق الأخرى و5.83% من عرقين مختلطين أو أكثر و12.81% من الهسبانيون أو اللاتينيون من أي عرق.
بلغ عدد الأسر 3,515 أسرة كانت نسبة 35.3% منها لديها أطفال تحت سن الثامنة عشر تعيش معهم، وبلغت نسبة الأزواج القاطنين مع بعضهم البعض 37.8% من أصل المجموع الكلي للأسر، ونسبة 16.1% من الأسر كان لديها معيلات من الإناث دون وجود شريك، بينما كانت نسبة 6.1% من الأسر لديها معيلون من الذكور دون وجود شريكة وكانت نسبة 40% من غير العائلات. تألفت نسبة 32.1% من أصل جميع الأسر من عدة أفراد يعيشون في نفس المنزل ونسبة 11.5% كانت تتألف من شخص يعيش بمفرده يبلغ من العمر 65 عاماً أو أكثر. وبلغ متوسط حجم الأسرة المعيشية 2.40، أما متوسط حجم العائلات فبلغ 3.02.
بلغ العمر الوسطي للسكان 33.0 عاماً. وكانت نسبة 26.7% من القاطنين تحت سن الثامنة عشر، وكانت نسبة 10.2% بين الثامنة عشر والرابعة والعشرين عاماً، ونسبة 27% كانت واقعةً في الفئة العمرية ما بين الخامسة والعشرين والرابعة والأربعين عاماً، ونسبة 23% كانت ما بين الخامسة والأربعين والرابعة والستين، ونسبة 13.1% كانت ضمن فئة الخامسة والستين عاماً فما فوق. وتوزع التركيب الجنسي للسكان بنسبة 49.6% ذكور و50.4% إناث.

## المناخ
يظهر الجدول التالي التغييرات المناخية على مدار السنة لفالون:
| البيانات المناخية لـفالون                   | البيانات المناخية لـفالون | البيانات المناخية لـفالون | البيانات المناخية لـفالون | البيانات المناخية لـفالون | البيانات المناخية لـفالون | البيانات المناخية لـفالون | البيانات المناخية لـفالون | البيانات المناخية لـفالون | البيانات المناخية لـفالون | البيانات المناخية لـفالون | البيانات المناخية لـفالون | البيانات المناخية لـفالون | البيانات المناخية لـفالون |
| الشهر                                       | يناير                     | فبراير                    | مارس                      | أبريل                     | مايو                      | يونيو                     | يوليو                     | أغسطس                     | سبتمبر                    | أكتوبر                    | نوفمبر                    | ديسمبر                    | المعدل السنوي             |
| ------------------------------------------- | ------------------------- | ------------------------- | ------------------------- | ------------------------- | ------------------------- | ------------------------- | ------------------------- | ------------------------- | ------------------------- | ------------------------- | ------------------------- | ------------------------- | ------------------------- |
| الدرجة القصوى °ف (°م)                       | 71 (22)                   | 78 (26)                   | 84 (29)                   | 90 (32)                   | 102 (39)                  | 106 (41)                  | 108 (42)                  | 105 (41)                  | 100 (38)                  | 92 (33)                   | 81 (27)                   | 72 (22)                   | 108 (42)                  |
| متوسط درجة الحرارة الكبرى °ف (°م)           | 44.3 (6.8)                | 51.3 (10.7)               | 58.9 (14.9)               | 65.9 (18.8)               | 73.9 (23.3)               | 83.1 (28.4)               | 92.2 (33.4)               | 90.1 (32.3)               | 81.1 (27.3)               | 69.2 (20.7)               | 55.4 (13.0)               | 45.4 (7.4)                | 67.6 (19.8)               |
| متوسط درجة الحرارة الصغرى °ف (°م)           | 18.1 (−7.7)               | 23.2 (−4.9)               | 27.8 (−2.3)               | 33.9 (1.1)                | 41.4 (5.2)                | 47.9 (8.8)                | 54.0 (12.2)               | 51.4 (10.8)               | 43.2 (6.2)                | 33.8 (1.0)                | 24.8 (−4.0)               | 18.9 (−7.3)               | 34.9 (1.6)                |
| أدنى درجة حرارة °ف (°م)                     | −25 (−32)                 | −27 (−33)                 | 1 (−17)                   | 13 (−11)                  | 20 (−7)                   | 27 (−3)                   | 35 (2)                    | 33 (1)                    | 21 (−6)                   | 12 (−11)                  | 0 (−18)                   | −21 (−29)                 | −27 (−33)                 |
| الهطول إنش (مم)                             | 0.54 (14)                 | 0.54 (14)                 | 0.46 (12)                 | 0.51 (13)                 | 0.60 (15)                 | 0.43 (11)                 | 0.16 (4.1)                | 0.22 (5.6)                | 0.28 (7.1)                | 0.41 (10)                 | 0.38 (9.7)                | 0.48 (12)                 | 4.98 (126)                |
| متوسط تساقط الثلوج إنش (سم)                 | 1.8 (4.6)                 | 0.9 (2.3)                 | 0.8 (2.0)                 | 0.2 (0.51)                | 0.1 (0.25)                | 0 (0)                     | 0 (0)                     | 0 (0)                     | 0 (0)                     | 0.1 (0.25)                | 0.5 (1.3)                 | 1.3 (3.3)                 | 5.7 (14)                  |
| المصدر: The Western Regional Climate Center |                           |                           |                           |                           |                           |                           |                           |                           |                           |                           |                           |                           |                           |

## أعلام
- بوب إنجل
- مارتن هاينريش
- جين روبرتسون
- هارفي داهل
- تشارلز بي. فولتون